# Phoenix Shot Tower
La Phoenix Shot Tower, conosciuta anche come Old Baltimore Shot Tower, è una torre per pallini in mattoni di Baltimora, nel Maryland, costruita nel 1828 per la produzione di proiettili di piombo. Al momento della sua costruzione era l'edificio più alto degli Stati Uniti d'America.

## Storia

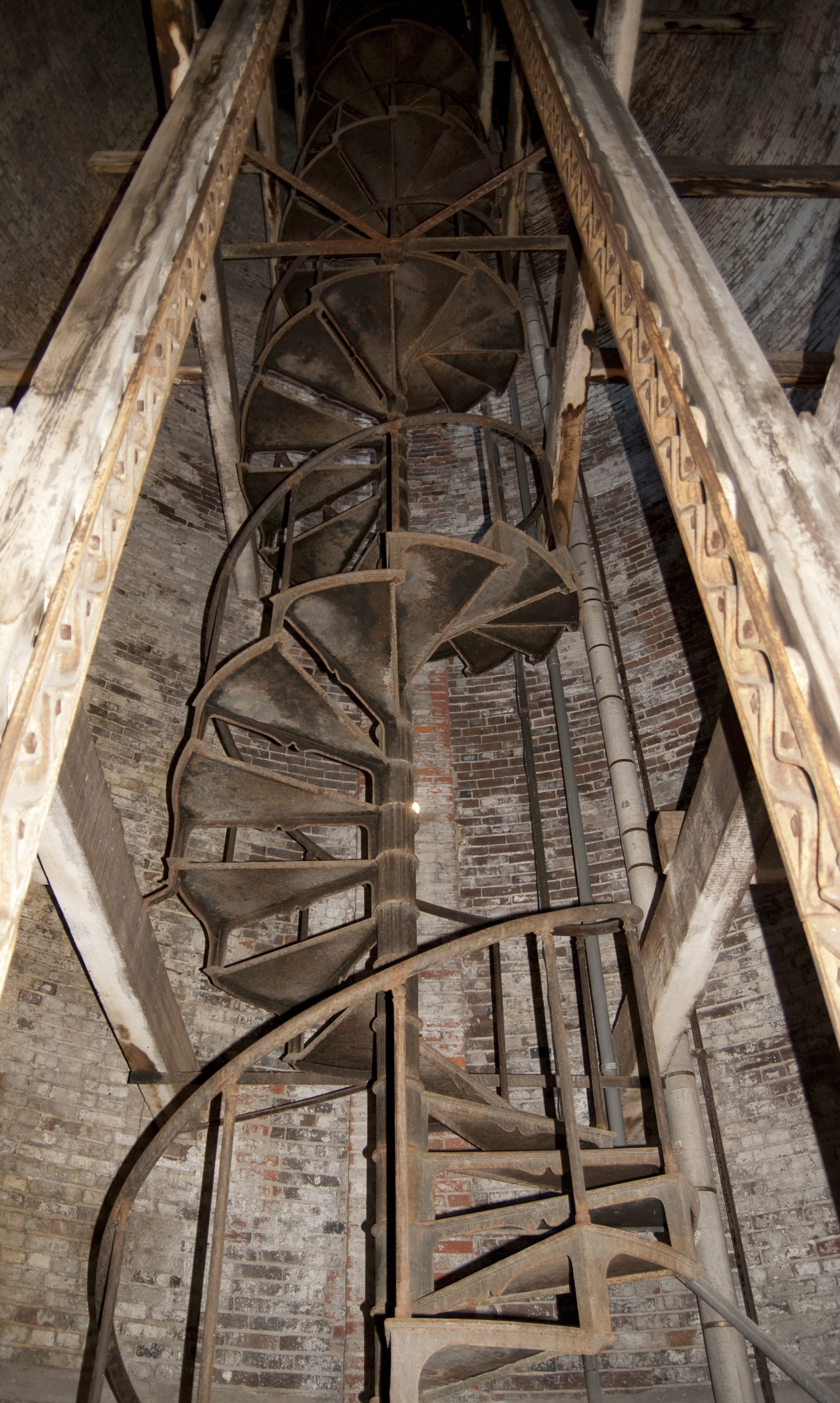
La scala a chiocciola all'interno della torre

Tra la fine nel XVIII secolo e i primi decenni del XX secolo, il metodo più utilizzato per la produzione di pallini di piombo per moschetti e altre armi da fuoco di piccolo calibro era il sistema brevettato dall'inglese William Watt nel 1782: dalla cima di una torre vuota all'interno il piombo fuso veniva fatto passare attraverso un setaccio in modo da creare delle gocce che cadevano lungo tutta l'altezza della struttura. Durante la caduta l'attrito dell'aria faceva sì che le gocce, raffreddandosi, si trasformavano in sfere lisce e regolari. I pallini cadevano quindi in una grande vasca di acqua fredda situata sul fondo della torre, dalla quale venivano recuperati e smistati a seconda della dimensione.
La Phoenix Shot Tower era una delle quattro torri per proiettili di Baltimora, e l'unica arrivata fino al giorno d'oggi. Fu realizzata nel 1828 su progetto dell'architetto Jacob Wolfe e si stima che per la sua costruzione siano stati utilizzati 1,1 milioni di mattoni. La prima pietra fu posata da Charles Carroll, al tempo l'ultimo dei firmatari della dichiarazione d'indipendenza degli Stati Uniti d'America ancora in vita e uno degli uomini più ricchi del paese.
La torre era in grado di produrre mediamente 1 milione di sacchi da 25 libbre di pallini ogni anno, ma in caso di guerra la produzione poteva essere aumentata.
L'impianto rimase in funzione fino al 1892, quando nuove tecniche di realizzazione dei pallini lo resero obsoleto e non più conveniente da un punto di vista economico. Nel 1921 la Union Oil Company acquistò la torre con l'intenzione di abbatterla e costruire al suo posto una stazione di servizio, ma incontrò una forte resistenza da parte degli abitanti della città. Venne organizzata una raccolta fondi e pochi anni più tardi un gruppo di cittadini riacquistò la torre e la donò alla città di Baltimora affinché fosse conservata.
Nel 1971 la torre è stata classificata come National Historic Landmark e il 14 ottobre 1975 è diventata City Landmark della città di Baltimora. Nel 1976 è stata aperta al pubblico come museo.

## Descrizione

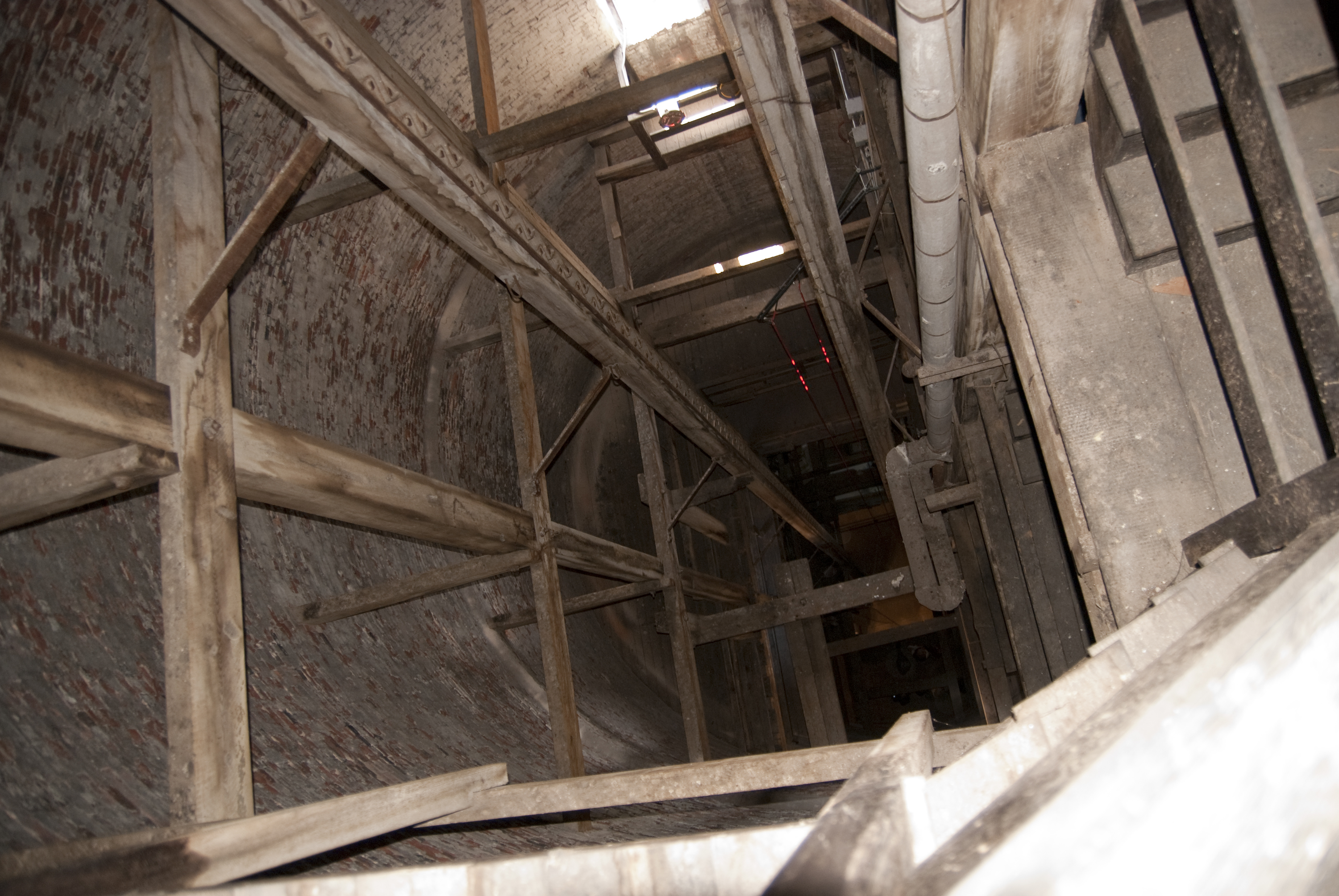
L'interno della torre

La torre ha forma troncoconica, con un diametro di 12,2 metri (40 piedi) alla base e 6,1 metri (20 piedi) in cima. Le pareti sono state costruite completamente in mattoni e hanno uno spessore di 1,4 metri per i primi 15 metri di altezza, quindi si restringono gradualmente fino ad arrivare ad uno spessore di 55 centimetri sulla sommità. Le fondazioni si spingono per oltre due metri all'interno del terreno. Per la realizzazione della torre si stima siano stati usati 1,1 milioni di mattoni.
All'interno della struttura trovano posto una scala a chiocciola di ghisa, alcuni piani in acciaio e un ascensore.
La torre raggiunge complessivamente i 71,4 metri di altezza e al momento della sua costruzione era la struttura più alta degli Stati Uniti, record che mantenne fino al completamento della chiesa della Trinità a New York nel 1846.